# Friedensstele (Kottenforst)

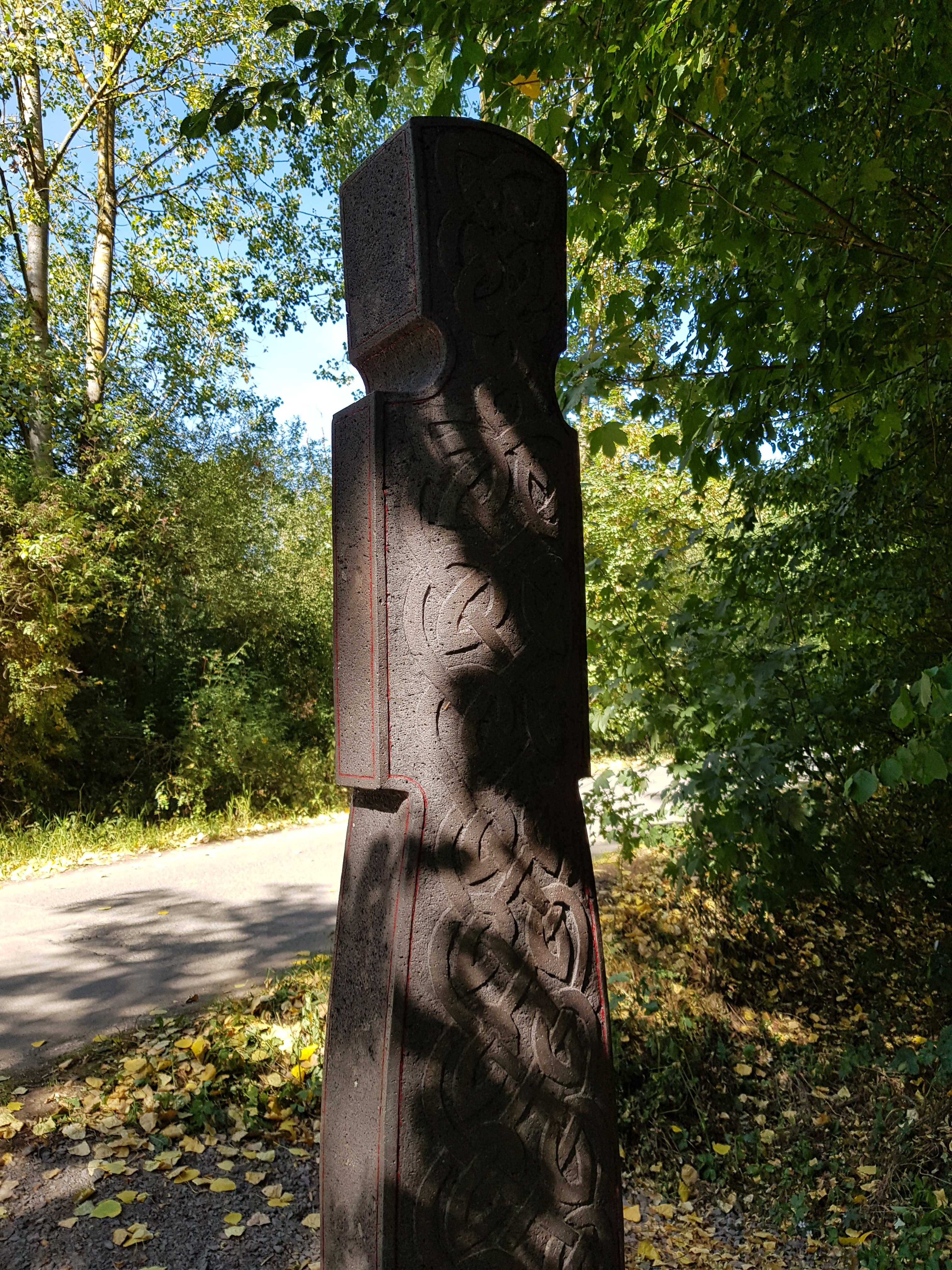
Rückseite der Stele.

Der Lüfthildis-Bildstock ist der heiligen Lüfthildis gewidmet und erinnert an ihre Streitschlichtung zwischen ihrem Vater und seinem Nachbarn.

## Geschichte

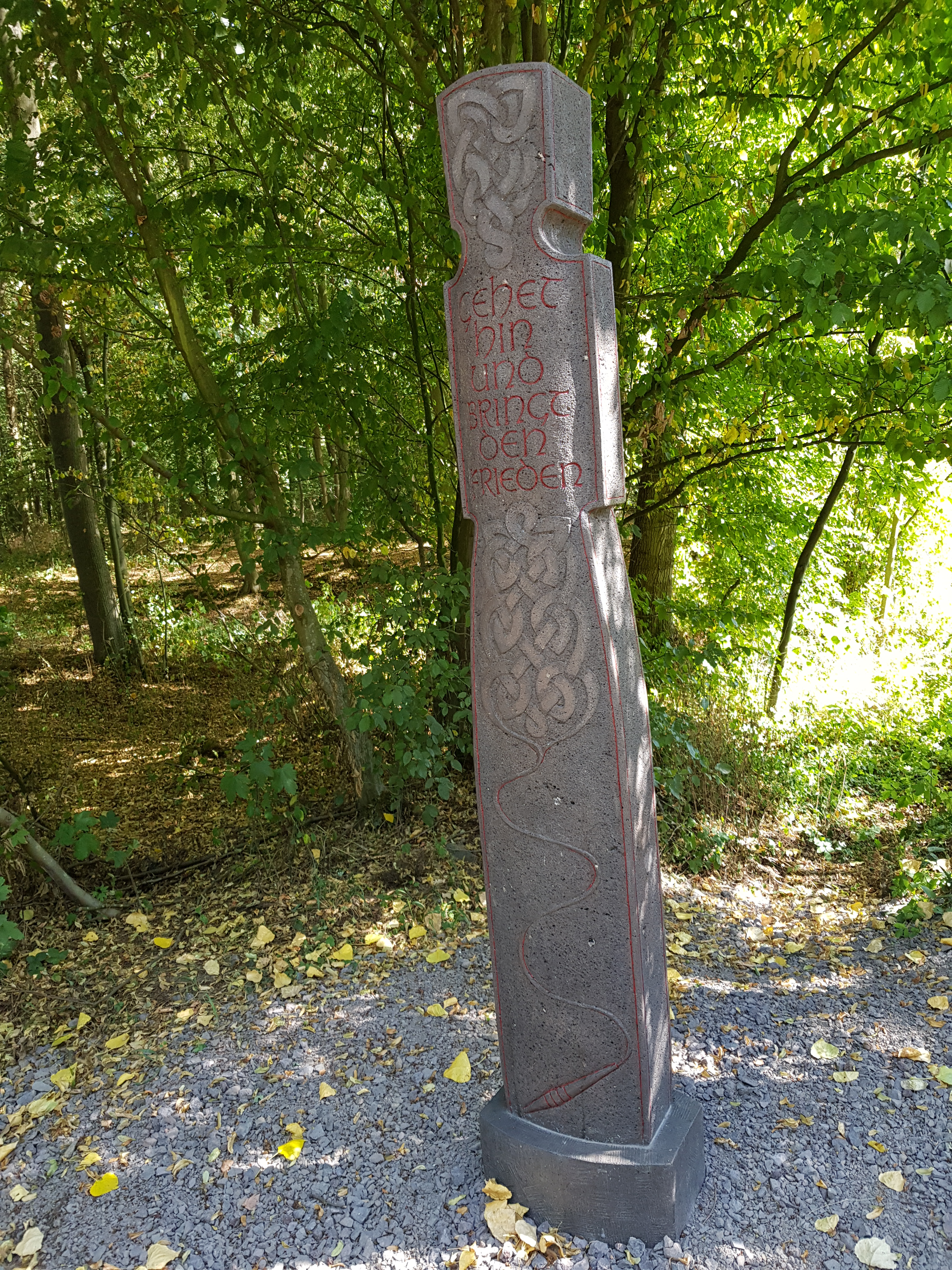
Lüfthildis-Bildstock, Vorderseite

Der Sage nach soll die heilige Lüfthildis einst einen Grenzstreit zwischen ihrem Vater und einem Nachbarn geschlichtet haben. Um die strittige Grenze festzulegen, markierte sie mit ihrer Spindel den Grenzverlauf, der dann von beiden Seiten anerkannt wurde. An der von ihr markierten Grenze tat sich ein Graben auf, der bis heute als Lüfthildisgraben bezeichnet wird und die Grenze zwischen den Gemarkungen Röttgen und Lüftelberg bildet.

## Beschreibung

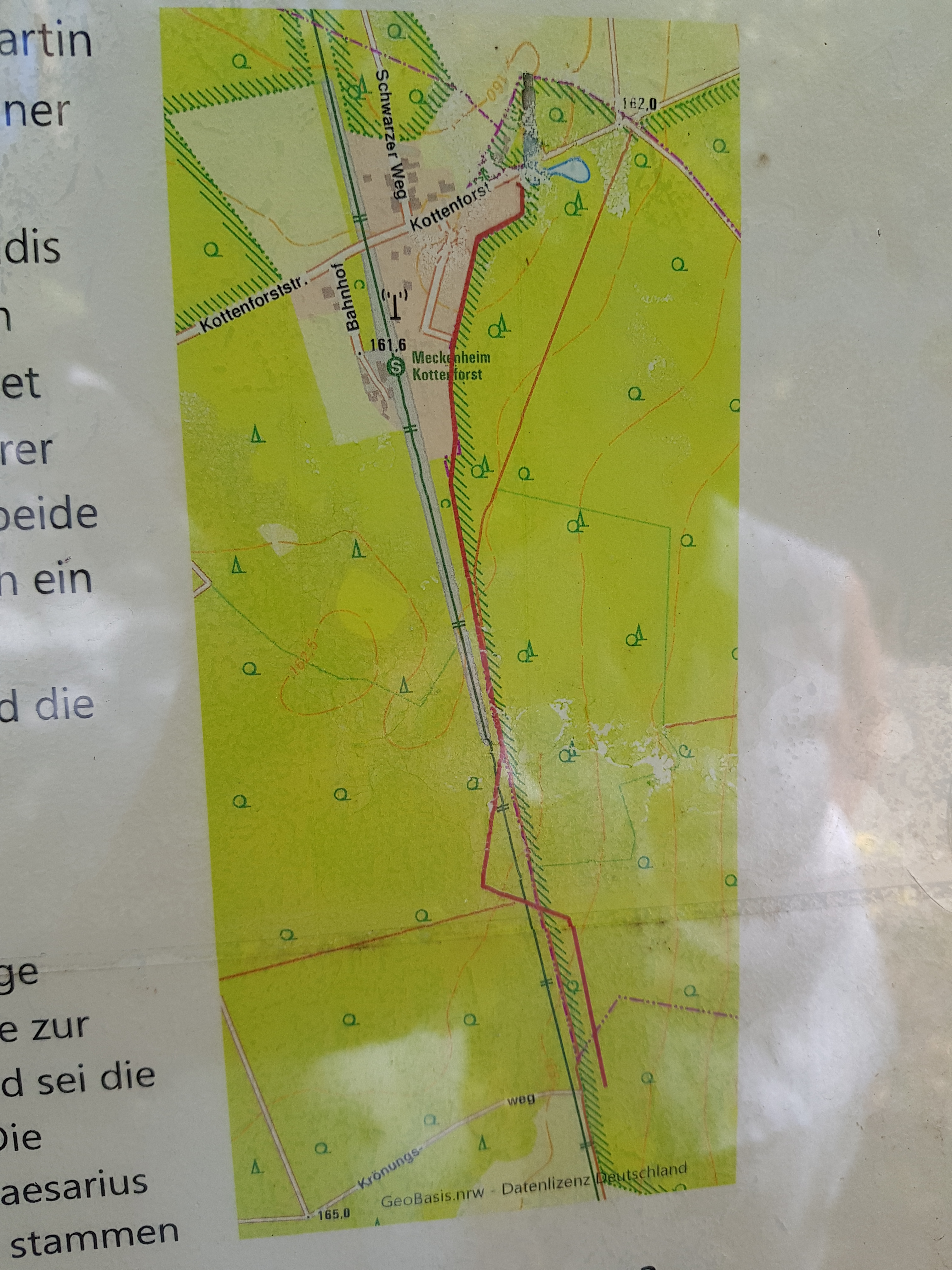
Lageplan zum Bildstock mit Lüfthildisgraben

Die als „weiblich anmutend“ gedeutete Form des Bildstocks deutet gleichzeitig ein Kreuz an und verweist darauf, „dass die Offenbarung Gottes durch Männer und Frauen wirksam wird“. Auf der Vorderseite dominiert die "blutrot" ausgelegte Inschrift „Gehet hin und bringt den Frieden“. Ein keltisches Knotenmuster verweist symbolisch auf die Verbundenheit und die Verflechtungen der Zeiten und des Lebens. Die Inschrift deutet darauf hin, dass Lüfthildis einmal zwischen ihrem Vater und dessen Nachbarn  Frieden erwirkt hat, indem sie mit ihrer (Web-)Spindel eine Grenze gezogen hat, die sich im Weiterschreiten hinter ihr als tiefer, noch heute vorhandener "Lüfthildis-Graben" öffnete. Ansonsten war Lüfthildis (9. Jh. [?] in Meckenheim) der Legende nach eine Einsiedlerin, die sich durch besondere Mildtätigkeit auszeichnete, und als Patronin gegen Kopf-, Augen- und Ohrenleiden verehrt wurde.
Die Spindel am unteren Ende eines schlangenförmigen Fadens ist das Symbol für Lüfthildis' Wirken; in der Lüftelberger Pfarrkirche wird eine solche Spindel aufbewahrt.
Die Rückseite ist mit dem gleichen keltischen Knotenmuster gestaltet. Der Bildstock ist in Mayener Basaltlava ausgeführt.

## Aufstellung
Die Katholische Kirchengemeinde St. Petrus Lüftelberg hatte den Lüfthildis-Bildstock vom Steinbildhauer Martin Thiebes, Königswinter, fertigen lassen. Im Mai 2020 wurde dieser Bildstock am Rand vom Waldgebiet Kottenforst aufgerichtet und steht nun unweit des Bahnhofs Kottenforst an dem Fahrweg Flerzheimer Allee, dort wo der Lüfthildisgraben jenseits des Fahrwegs in das Königsmaar mündet.